# Lophoterges fatua
Lophoterges fatua är en fjärilsart som beskrevs av Rudolf Püngeler 1904. Lophoterges fatua ingår i släktet Lophoterges och familjen nattflyn. Inga underarter finns listade i Catalogue of Life.